# Pieter Jansz Saenredam
Pieter Jansz Saenredam (Assendelft, Zaanstad, 9 de juny de 1597 - Haarlem, 31 de maig de 1665) va ser un pintor neerlandès. La seua obra es caracteritza per una especialització en la representació de tranquils interiors d'esglésies.
Fill de l'impressor i dibuixant Jan Pietersz Saenredam (1556–1607) qui havia nascut a Zaandam, localitat llavors anomenada Saenredam i de la qual, com és evident, va prendre el cognom.
Pieter Jansz, deixeble de Jan Pietersz de Grebber, és famós principalment per les seues sorprenentment modernes pintures d'esglésies. Aquestes obres es basaven en minucioses mesures i la realització d'esbossos detallats de les esglésies que desitjava representar, en col·laboració amb el seu amic, l'arquitecte Jacob van Campen. Aquests esbossos són en realitat similars a dibuixos d'arquitecte: rics en detalls i singulars per la gran puresa lineal; estan realitzats amb llapis, ploma i clarió. Sobre el dibuix base, Saenredam afegia colors en aiguada, el que aportava a més de valors cromàtics una certa textura i sensació de profunditat mitjançant delicats ombrejats. Així és com Pieter Saenredam va crear austeres atmosferes d'interiors, mitjançant una graduació minuciosa de la lluminositat dels colors. En la seua pintura (que solia concloure a l'oli, però només després de donar per acabats els detallats esbossos) sovint i amb premeditació s'exclou o es minimitza la presència de la gent, la qual cosa enfoca l'atenció en les construccions i en les formes arquitectòniques.
Cal tenir en compte que Saenredam va pintar esglésies protestants, producte de la Reforma; construccions encara d'estil gòtic completament desproveïdes d'estatuària, quadres o icones. Així doncs, els seus quadres representen interiors buits, amb corredors il·luminats en els quals es destaca la verticalitat de les columnes i les subtileses de les nervadures i arcs estructurals.
Saenredam va efectuar les seues mesures d'una manera semblant al del pintor barroc Andrea Pozzo, és a dir, mitjançant l'aprofitament de la perspectiva lineal. No obstant els resultats de les obres del neerlandès i de l'italià són ben diferents: les del primer són austeres, d'acord amb la doctrina de la Reforma, mentre que les del segon són opulentes. En conseqüència hom considera que, sense la Reforma i la mena d'iconoclàstia imposada durant la Guerra dels Trenta Anys, no hauria estat possible la peculiar pintura de Saenredam, pintura en la qual l'aparent "simplicitat" sembla anticipar el formalisme i certs aspectes teòrics de l'art abstracte que després, al segle xx desenvoluparien Piet Mondrian i Lyonel Feininger.
Els arxius d'Utrecht conserven gran quantitat de dibuixos i, fins i tot, pintures de Saenredam. En el període 2000-2001 el central Museum d'Utrecht va fer una gran exposició d'aquestes obres.

## Principals obres

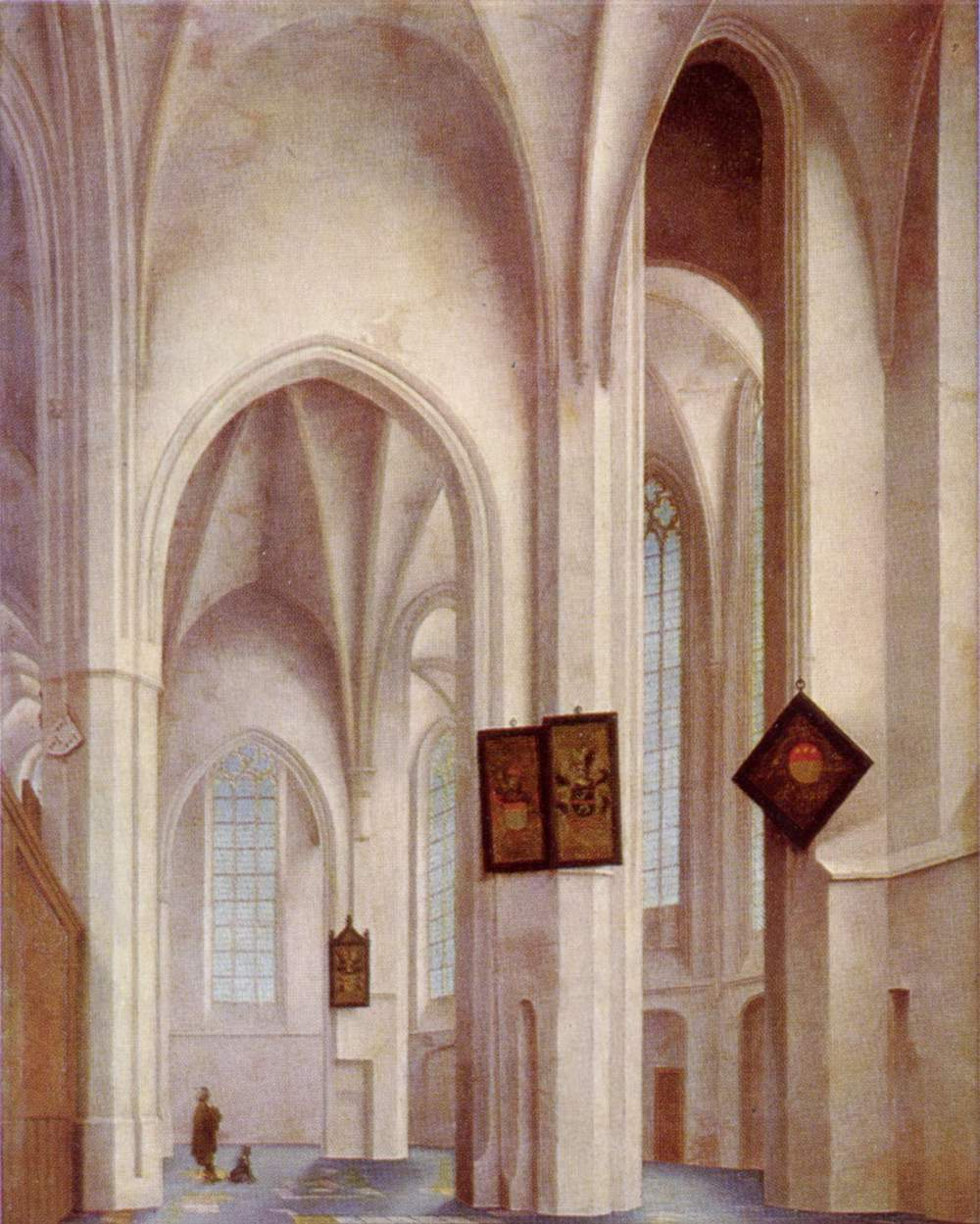
Interior de l'església de Sant Jaume, a Utrecht,

- Santa Maria della Febbre, (1629, National Gallery of Art, Washington).
- Interior de l'església d'Assendelft, (1619, Rijksmuseum, Amsterdam).
- Interior de la gran església de Haarlem, (1637, National Gallery, Londres).
- Vista Interior de la ''Buurkerke'' d'Utrecht, (1644, oli sobre taula 60 x 50 cm, National Gallery, Londres).
- La Marienplatz d'Utrecht (1622, oli sobre taula; 109,5 x 139,5 cm Museu Boymans van Beuningen, Rotterdam).
- Interior de l'església de Sant Bavó (1648, National Gallery of Scotland, Edimburg).
- La façana occidental de l'església de Santa Maria d'Utrecht (Museu Thyssen-Bornemisza, Madrid).